# Макрицький Олександр Миколайович
Олександр Миколайович Макрицький (біл. Аляксандр Мікалаевіч Макрыцкі; нар. 11 серпня 1971, м. Мінськ, СРСР) — білоруський хокеїст, лівий захисник. Заслужений майстер спорту Республіки Білорусь (2002). 

## Ігрова кар'єра
Виступав за «Хімік» (Новополоцьк), «Динамо» (Мінськ), «Тівалі» (Мінськ), «Лада» (Тольятті), «Авангард» (Омськ), «Нафтохімік» (Нижньокамськ), «Сєвєрсталь» (Череповець), «Динамо-Енергія» (Єкатеринбург), «Рев'єр Лайонс», «Крила Рад» (Москва), «Хімік» (Воскресенськ), ХК «Фрайбург», ХК «Гомель», «Керамін» (Мінськ), «Металург» (Жлобин).
У складі національної збірної Білорусі провів 152 матчі (8 голів, 22 передачі), учасник зимових Олімпійських ігор 1998, 2002 і 2010, учасник кваліфікаційного турніру до зимових Олімпійських ігор 1998; учасник чемпіонатів світу 1994 (група C), 1995 (група C), 1996 (група B), 1997 (група B), 2000, 2002 (дивізіон I), 2003, 2004 (дивізіон I), 2005, 2006, 2007, 2008, 2009 і 2010. 

## Досягнення
- Чемпіон СРСР серед молоді (1990).
- Чемпіон МХЛ (1996).
- Срібний призер чемпіонату Росії (1997).
- Чемпіон Білорусі (1993, 1994, 1995, 2007, 2008), срібний призер (2006), бронзовий призер (2011).
- Володар Кубка Білорусі (2005, 2006, 2008), фіналіст (2010).
- Володар Кубка Шпенглера (2009).

## Сім'я
Син: В'ячеслав Макрицький.